# Chaumont Football Club
 (novembre 2023).
Si vous disposez d'ouvrages ou d'articles de référence ou si vous connaissez des sites web de qualité traitant du thème abordé ici, merci de compléter l'article en donnant les références utiles à sa vérifiabilité et en les liant à la section « Notes et références ».
Pour les articles homonymes, voir CFC.
Le Chaumont Football Club est un club de football français situé à Chaumont.
Chaumont passe 16 saisons en deuxième division, la dernière remontant à la saison 1990-1991. Le meilleur classement obtenu par le club est une place de vice-champion de D2 Nord en 1971 (la D2 comprenait alors trois groupes).
Le club atteint les huitièmes de finale de la Coupe de France en 1967 et 1986.

## Repères historiques
| Entente Chaumont GC (1945-1957) | Entente Chaumont GC (1945-1957) | Entente Chaumont GC (1945-1957) | Entente Chaumont GC (1945-1957) | Entente Chaumont GC (1945-1957) | Entente Chaumont GC (1945-1957) |  |  | Chaumont AC (1928-1957) | Chaumont AC (1928-1957) | Chaumont AC (1928-1957) | Chaumont AC (1928-1957) | Chaumont AC (1928-1957) | Chaumont AC (1928-1957) |  |  |  |  |  |  |  |  |  |  |  |  |
| Entente Chaumont GC (1945-1957) | Entente Chaumont GC (1945-1957) | Entente Chaumont GC (1945-1957) | Entente Chaumont GC (1945-1957) | Entente Chaumont GC (1945-1957) | Entente Chaumont GC (1945-1957) |  |  | Chaumont AC (1928-1957) | Chaumont AC (1928-1957) | Chaumont AC (1928-1957) | Chaumont AC (1928-1957) | Chaumont AC (1928-1957) | Chaumont AC (1928-1957) |  |  |  |  |  |  |  |  |  |  |  |  |
|                                 |                                 |                                 |                                 |                                 |                                 |  |  |                         |                         |                         |                         |                         |                         |  |  |  |  |  |  |  |  |  |  |  |  |
|                                 |                                 |                                 |                                 | Entente Chaumont AC (1957-1991) |                                 |  |  |                         |                         |                         |                         |                         |                         |  |  |  |  |  |  |  |  |  |  |  |  |
|                                 |                                 |                                 |                                 |                                 |                                 |  |  |                         |                         |                         |                         |                         |                         |  |  |  |  |  |  |  |  |  |  |  |  |
|                                 |                                 |                                 |                                 |                                 |                                 |  |  |                         |                         |                         |                         |                         |                         |  |  |  |  |  |  |  |  |  |  |  |  |
|                                 |                                 |                                 |                                 | Chaumont FC (1991-)             |                                 |  |  |                         |                         |                         |                         |                         |                         |  |  |  |  |  |  |  |  |  |  |  |  |

- Le premier club de football de Chaumont est créé en 1900 sous le nom de Club Sportif Chaumontais, il était présidé par un marchand de cycles, Malburet. Suivi peu après par la Normale Sportive Chaumontais et le Stade Nogentais, ce fut les trois premiers club de Haute-Marne, participant au championnat Centre-Est de 1903.

- Le football débuta à Chaumont vers 1910, par la formation de l'Union Sportive Chaumontaise et du Stade Chaumontais, qui se groupèrent en Stade Union en 1920; il existait aussi une équipe du nom des Jeunes de Chaumont. Puis une nouvelle formation, le Racing Chaumontais en 1922. C'est en 1927 que se fit la première grande fusion, sous le nom du Chaumont-Athlétic-Club, les rencontres du club avait lieu au Clos Jeannin.

- 1957 : Fondation[2] de l'Entente Chaumont Athlétic des Cheminots, par la fusion de deux clubs : l'Entente Chaumontaise Cheminots Gazélec et le Chaumont Athlétic Club. Le président fondateur est Marcel Baron.
- 1966-1969 : Le club évolue en Division 2
- 1969-1970 : Retrait du championnat professionnel
- 1970-1980 : Le club évolue en Division 2
- 1980-1985 : Le club évolue en Division 3
- 1985-1986 : Le club évolue en Division 2
- 1986-1989 : Le club évolue en Division 3
- 1989-1991 : Le club évolue en Division 2
- 4 octobre 1991 : Liquidation judiciaire et abandon du statut professionnel
- 1991-1992 : Le club prend le nom de Chaumont Football Club et est autorisé à repartir en Division d’Honneur de la Ligue de Champagne-Ardenne.
- 2008-2010 : Le club évolue en CFA2
- 2010 : Relégation en DH
- 2011 : Le club évolue en CFA2
- Depuis 2012 : Division d’Honneur Champagne Ardenne
- 2016-2017 : Chaumont FC termine au 7e tour de la coupe de France (défaite 1-4 a.p. face Andrézieux-Bouthéon, N2) [3]
- 2017-2018 : Chaumont FC fait partie des 22 clubs de la région Grand-Est à participer au 7e tour de la Coupe de France[4],[5]. Il est éliminé (0-3) au 7e tour par Le Puy foot 43 Auvergne (N2)[6],[7]. Mais avant-dernier de DH, le club est relégué en DHR (R2)
- 2019-2020 : Éliminé (0-3) au 6ème tour de la Coupe de France face à Raon-l'Étape (N3). Premier de sa poule de R2, promotion en Régionale 1 (R1).

## Palmarès
| Compétitions nationales |
| --- |
| - Coupe de France - Huitième de finaliste : 1967 et 1986 - Champion de France national (D3) (2) - Vainqueur du groupe est : 1985, 1989 - Championnat de division d'honneur de Champagne-Ardenne (4) - Champion : 1961, 1973, 1996, 2011 - Coupe de Champagne-Ardenne (2) - Vainqueur : 1977, 1978 |

## Bilan saison par saison
| Saison    | Championnat                    | Championnat | Championnat | Championnat | Championnat | Championnat | Championnat | Championnat | Championnat | Championnat | Coupe de France | Coupe de la Ligue | Trophée des Champions | Coupes d'Europe |
| Saison    | Div.                           | Pos.        | M           | V           | N           | D           | BP          | BC          | +/-         | Affl. moy.  | Coupe de France | Coupe de la Ligue | Trophée des Champions | Coupes d'Europe |
| --------- | ------------------------------ | ----------- | ----------- | ----------- | ----------- | ----------- | ----------- | ----------- | ----------- | ----------- | --------------- | ----------------- | --------------------- | --------------- |
| 1957-1958 |                                |             |             |             |             |             |             |             |             |             | ?               | -                 | -                     | -               |
| 1958-1959 | DH - Nord-Est                  | 4e/14       | 26          |             |             |             |             |             |             |             | 6e tour         | -                 | -                     | -               |
| 1959-1960 | DH - Nord-Est                  | 12e/14      | 26          |             |             |             |             |             |             |             | ?               | -                 | -                     | -               |
| 1960-1961 | DH - Nord-Est                  | 1er/14      | 26          |             |             |             |             |             |             |             | 6e tour         | -                 | -                     | -               |
| 1961-1962 | CFA - Est                      | 9e/14       | 26          | 12          | 3           | 11          | 48          | 40          | +8          |             | 6e tour         | -                 | -                     | -               |
| 1962-1963 | CFA - Est                      | 2e13        | 24          | 15          | 4           | 5           | 42          | 25          | +17         |             | 1/32 de finale  | -                 | -                     | -               |
| 1963-1964 | CFA - Centre                   | 2e12        | 22          | 12          | 4           | 6           | 37          | 30          | +7          |             | 1/32 de finale  | -                 | -                     | -               |
| 1964-1965 | CFA - Centre                   | 5e/12       | 22          | 10          | 6           | 6           | 43          | 27          | +15         | 1 966       | 1/32 de finale  | -                 | -                     | -               |
| 1965-1966 | CFA - Est                      | 3e/12       | 22          | 11          | 4           | 7           | 47          | 27          | +20         | 1 800       | 1/32 de finale  | -                 | -                     | -               |
| 1966-1967 | D2                             | 18e/18      | 34          | 8           | 5           | 21          | 39          | 55          | -16         | 3 257       | 1/8 de finale   | -                 | -                     | -               |
| 1967-1968 | D2                             | 12e/18      | 34          | 11          | 8           | 15          | 55          | 63          | -8          | 3 092       | 1/16 de finale  | -                 | -                     | -               |
| 1968-1969 | D2                             | 15e/21      | 40          | 13          | 8           | 19          | 70          | 79          | -9          | 2 600       | 1/32 de finale  | -                 | -                     | -               |
| 1969-1970 | CFA - Est                      | 2e/14       | 26          | 13          | 6           | 7           | 50          | 20          | +30         | 1 050       | ?               | -                 | -                     | -               |
| 1970-1971 | D2 (gr. Nord)                  | 2e/16       | 30          | 17          | 8           | 5           | 42          | 19          | +23         | 2 600       | ?               | -                 | -                     | -               |
| 1971-1972 | D2 (gr. A)                     | 7e/16       | 30          | 12          | 7           | 11          | 43          | 45          | -2          | 2 295       | 1/16 de finale  | -                 | -                     | -               |
| 1972-1973 | D2 (gr. B)                     | 4e/18       | 34          | 13          | 13          | 8           | 55          | 39          | +16         | 2 326       | 1/16 de finale  | -                 | -                     | -               |
| 1973-1974 | D2 (gr. A)                     | 10e/18      | 34          | 9           | 12          | 13          | 45          | 58          | -13         | 1 408       | 1/32 de finale  | -                 | -                     | -               |
| 1974-1975 | D2 (gr. B)                     | 12e/18      | 32          | 10          | 9           | 13          | 38          | 47          | -9          | 1 838       | 7e tour         | -                 | -                     | -               |
| 1975-1976 | D2 (gr. B)                     | 13e/18      | 34          | 9           | 12          | 13          | 41          | 56          | -15         | 1 572       | 1/16 de finale  | -                 | -                     | -               |
| 1976-1977 | D2 (gr. B)                     | 11e/18      | 34          | 13          | 6           | 15          | 44          | 65          | -21         | 1872        | 1/32 de finale  | -                 | -                     | -               |
| 1977-1978 | D2 (gr. A)                     | 10e/18      | 34          | 10          | 11          | 13          | 51          | 51          | +0          | 1 527       | 1/32 de finale  | -                 | -                     | -               |
| 1978-1979 | D2 (gr. A)                     | 11e/18      | 34          | 10          | 13          | 11          | 36          | 49          | -13         | 1 956       | 1/32 de finale  | -                 | -                     | -               |
| 1979-1980 | D2 (gr. A)                     | 18e/18      | 34          | 7           | 8           | 19          | 35          | 53          | -18         | 1 349       | 1/32 de finale  | -                 | -                     | -               |
| 1980-1981 | D3 (gr. Est)                   | 4e/16       | 30          | 16          | 4           | 10          | 61          | 44          | +17         | 750         | 7e tour         | -                 | -                     | -               |
| 1981-1982 | D3 (gr. Est)                   | 7e/16       | 30          | 14          | 7           | 9           | 48          | 38          | +10         | 1 074       | 1/16 de finale  | -                 | -                     | -               |
| 1982-1983 | D3 (gr. Est)                   | 3e/16       | 30          | 16          | 8           | 6           | 50          | 29          | +21         | 1 729       | 1/32 de finale  | -                 | -                     | -               |
| 1983-1984 | D3 (gr. Est)                   | 9e/16       | 30          | 9           | 11          | 10          | 42          | 47          | -5          | 1 041       | ?               | -                 | -                     | -               |
| 1984-1985 | D3 (gr. Est)                   | 1er/16      | 30          | 15          | 12          | 3           | 49          | 26          | +23         | 2 028       | 8e tour         | -                 | -                     | -               |
| 1985-1986 | D2 (gr. A)                     | 17e/18      | 34          | 9           | 8           | 17          | 35          | 56          | -21         | 2 695       | 1/8 de finale   | -                 | -                     | -               |
| 1986-1987 | D3 (gr. Centre)                | 2e/16       | 30          | 19          | 5           | 6           | 51          | 27          | +24         | 1 434       | ?               | 1er tour          | -                     | -               |
| 1987-1988 | D3 (gr. Centre)                | 8e/16       | 30          | 10          | 8           | 12          | 31          | 40          | -9          | 725         | 1/32 de finale  | -                 | -                     | -               |
| 1988-1989 | D3 (gr. Est)                   | 1er/16      | 30          | 18          | 6           | 6           | 54          | 28          | +26         | 1 372       | 8e tour         | -                 | -                     | -               |
| 1989-1990 | D2 (gr. A)                     | 15e/18      | 34          | 10          | 9           | 15          | 36          | 52          | -16         | 2 034       | 1/16 de finale  | -                 | -                     | -               |
| 1990-1991 | D2 (gr. A)                     | 15e/18      | 34          | 10          | 10          | 14          | 32          | 50          | -18         | 1 580       | 1/32 de finale  | 1er tour          | -                     | -               |
| 1991-1992 | DH - Champagne-Ardennes        | 8e ou 9e/12 | 22          | 6           | 5           | 11          | 31          | 38          | -7          |             | ?               | -                 | -                     | -               |
| 1992-1993 | DH - Champagne-Ardennes        | 5e/12       | 22          | 8           | 8           | 6           | 35          | 39          | -4          |             | ?               | -                 | -                     | -               |
| 1993-1994 | DH - Champagne-Ardennes        | 4e/12       | 22          | 10          | 2           | 10          | 36          | 32          | +4          |             | ?               | -                 | -                     | -               |
| 1994-1995 | DH - Champagne-Ardennes        | 5e/12       | 22          | 11          | 3           | 8           | 57          | 41          | +16         |             | 8e tour         | -                 | -                     | -               |
| 1995-1996 | DH - Champagne-Ardennes        | 1er/13      | 24          | 15          | 6           | 3           | 49          | 17          | +32         |             | ?               | -                 | -                     | -               |
| 1996-1997 | National 3 (gr. C)             | 9e/14       | 26          | 8           | 8           | 10          | 25          | 31          | -6          |             | 7e tour         | -                 | -                     | -               |
| 1997-1998 | CFA 2 (gr. C)                  | 11e/16      | 28          | 8           | 6           | 14          | 36          | 55          | -19         |             | ?               | -                 | -                     | -               |
| 1998-1999 | CFA 2 (gr. B)                  | 6e/16       | 30          | 12          | 7           | 11          | 37          | 36          | +1          |             | 1/32 de finale  | -                 | -                     | -               |
| 1999-2000 | CFA 2 (gr. B)                  | 10e/16      | 30          | 11          | 7           | 12          | 37          | 35          | +2          |             | 5e tour         | -                 | -                     | -               |
| 2000-2001 | CFA 2 (gr. B)                  | 5e/16       | 30          | 14          | 8           | 8           | 44          | 42          | +2          |             | ?               | -                 | -                     | -               |
| 2001-2002 | CFA 2 (gr. B)                  | 13e/16      | 30          | 8           | 7           | 15          | 25          | 45          | -20         |             | ?               | -                 | -                     | -               |
| 2002-2003 | CFA 2 (gr. B)                  | 12e/16      | 30          | 7           | 9           | 14          | 37          | 44          | -7          |             | ?               | -                 | -                     | -               |
| 2003-2004 | CFA 2 (gr. B)                  | 16e/16      | 30          | 1           | 7           | 22          | 25          | 69          | -44         |             | ?               | -                 | -                     | -               |
| 2004-2005 | DH - Champagne-Ardennes        | 2e ou 3e/14 | 26          | 17          | 5           | 4           | 40          | 19          | +21         |             | ?               | -                 | -                     | -               |
| 2005-2006 | DH - Champagne-Ardennes        | 6e/12       | 22          | 9           | 6           | 7           | 26          | 19          | +7          |             | ?               | -                 | -                     | -               |
| 2006-2007 | DH - Champagne-Ardennes        | 2e/14       | 26          | 15          | 9           | 2           | 46          | 21          | +25         |             | 7e tour         | -                 | -                     | -               |
| 2007-2008 | DH - Champagne-Ardennes        | 2e/14       | 26          | 17          | 6           | 3           | 55          | 21          | +34         |             | 7e tour         | -                 | -                     | -               |
| 2008-2009 | CFA 2 (gr. C)                  | 8e/16       | 30          | 12          | 9           | 9           | 38          | 41          | -3          |             | ?               | -                 | -                     | -               |
| 2009-2010 | CFA 2 (gr. C)                  | 14e/16      | 30          | 7           | 8           | 15          | 31          | 54          | -23         |             | 4e tour         | -                 | -                     | -               |
| 2010-2011 | DH - Champagne-Ardennes        | 1er/14      | 26          | 17          | 6           | 3           | 62          | 29          | +33         |             | 4e tour         | -                 | -                     | -               |
| 2011-2012 | CFA 2 (gr. C)                  | 14e/16      | 30          | 5           | 6           | 19          | 20          | 54          | -34         |             | ?               | -                 | -                     | -               |
| 2012-2013 | DH - Champagne-Ardennes        | 4e/14       | 26          | 10          | 6           | 10          | 38          | 37          | +1          |             | ?               | -                 | -                     | -               |
| 2013-2014 | DH - Champagne-Ardennes        | 5e/14       | 26          | 10          | 8           | 8           | 38          | 31          | +7          |             | 5e tour         | -                 | -                     | -               |
| 2014-2015 | DH - Champagne-Ardennes        | 9e/14       | 26          | 8           | 5           | 13          | 32          | 37          | -5          |             | 4e tour         | -                 | -                     | -               |
| 2015-2016 | DH - Champagne-Ardennes        | 5e/14       | 26          | 12          | 5           | 9           | 37          | 34          | +3          |             | 5e tour         | -                 | -                     | -               |
| 2016-2017 | DH - Champagne-Ardennes        | 9e/14       | 26          | 10          | 6           | 10          | 39          | 34          | +5          |             | 7e tour         | -                 | -                     | -               |
| 2017-2018 | Régional 1 - Champagne         | 13e/14      | 26          | 7           | 6           | 13          | 34          | 42          | -8          |             | 7e tour         | -                 | -                     | -               |
| 2018-2019 | Régional 2 - Champagne (gr. A) | 3e/13       | 24          | 15          | 4           | 5           | 65          | 23          | +42         |             | ?               | -                 | -                     | -               |

## Personnalités du club

### Entraîneurs
Le tableau suivant présente la liste des entraîneurs du club depuis 1962.
| Rang | Nom                                 | Période                 | Durée                       |
| ---- | ----------------------------------- | ----------------------- | --------------------------- |
| 1    | Pierre Flamion                      | 01/07/1962 - 30/06/1968 | 5 ans, 11 mois et 29 jours  |
| 2    | Paul Lévin                          | 01/07/1968 - 01/07/1969 | 1 an                        |
| 3    | Ludovic Maczka                      | 01/07/1970 - 01/07/1974 | 4 ans                       |
| 4    | Guy Nungesser                       | 01/07/1971 - 01/07/1974 | 3 ans                       |
| 5    | Daniel Druda                        | 01/07/1974 - 01/07/1975 | 1 an                        |
| 6    | Daniel Fromholtz                    | 01/07/1975 - 01/12/1982 | 7 ans et 5 mois             |
| 7    | Pierre Flamion                      | 01/12/1982 - 30/06/1986 | 3 ans, 6 mois et 29 jours   |
| 8    | Moussa Bezaz                        | 01/07/1987 - 01/07/1991 | 4 ans                       |
| 9    | Guy Nungesser                       | 01/07/1991 - 30/10/1991 | 3 mois et 29 jours          |
| 10   | Bernard Chaffaut                    | 01/07/1990 - 01/07/1998 | 8 ans                       |
| 11   | Bernard Chaffaut & Daniel Fromholtz | 01/07/1998 - 01/07/2002 | 4 ans                       |
| 12   | Stéphane Mazzolini                  | 01/07/2002 - 16/06/2014 | 11 ans, 11 mois et 15 jours |
| 13   | David Constant                      | 16/06/2014 - 01/07/2018 | 4 ans, 1 mois, et 15 jours  |
| 14   | Joël Matagne                        | 01/07/2018 - 01/07/2022 | 4 ans                       |
| 15   | Simon Girault                       | 01/07/2022 - en cours   |                             |

### Présidents
Le tableau suivant présente la liste des présidents du club depuis 1957.
| Rang | Nom                   | Période         |
| ---- | --------------------- | --------------- |
| 1    | Marcel Baron          | 1957 - 1980     |
| 2    | Claude Ronzat         | 1988 - 1989     |
| 3    | Claude Richard        | 1989 - 1991     |
| 4    | Jean-Pierre Delamarre | 1991 - 2019     |
| 5    | Benoît Collin         | 2019 - en cours |

### Quelques joueurs connus
| - Alain Wolff - Antoine Pfrunner - Christian Chenu - Christian Laudu - Clément Couturier - Daniel Cordier - Daniel Druda - Francis Tisiot - François Czekaj - François Heutte - Guy Nungesser | - Jean-Claude Blanchard - Jean-Claude Gerard - Jean-Paul Chenevotot - Jean Davanne - Jean-Louis Pauline - Jean-Pierre Roset - Jean-Yves Kerjean - Moussa Bezaz - Olivier Rouyer - Patrick Abraham - Patrick Dralet | - Pierre Flamion - René Charrier - Rosario Giannetta - Robert Barellas - Roger Fiévet - Samuel Meilley - Serge Bellisi - Stéphane Mazzolini | - Abdellah Djebbar - / Rachid Maatar - / Rachid Natouri - Emmanuel Koum - Gaspard N'Gouete - / Mamadou N'Diaye - Fantamady Keita - Jacky N'Tazambi - Souleymane Camara |

## Logos

1957-1985
1985-1991
1991-2009
2009-2020
Depuis 2020